# Amplisegmentum ecuadorensis
Amplisegmentum ecuadorensis är en tvåvingeart som beskrevs av Webb 2005. Amplisegmentum ecuadorensis ingår i släktet Amplisegmentum och familjen stilettflugor.
Artens utbredningsområde är Ecuador. Inga underarter finns listade i Catalogue of Life.